# Talmeca dabuisa
Talmeca dabuisa är en fjärilsart som beskrevs av William Schaus 1928. Talmeca dabuisa ingår i släktet Talmeca och familjen tandspinnare. Inga underarter finns listade i Catalogue of Life.